# Лапина, Марина Владиславовна
Мари́на Владисла́вовна Ла́пина (22 декабря 1961 года, Свердловск) — российская дартсменка и тренер. Чемпионка Европы по электронному дартсу в составе сборной России (2011). Четырёхкратная чемпионка России. Участница Кубка мира WDF (2015). Мастер спорта России международного класса.

## Карьера игрока
В 1995 году стала бронзовым призёром чемпионата России в личном разряде. Первое золото чемпионата России выиграла спустя семь лет — Лапина вместе с Игорем Мантуровым и Юрием Салевым победила в миксте на ЧР-2002.
В 2013 году заняла третье место в чемпионате Европы по электронному дартсу. В команде, кроме Лапиной, были Анастасия Добромыслова, Марина Кононова, Марина Шершукова и Татьяна Волохина.
Считается одной из самых успешных дартсменок в истории России. На её счету 36 призовых мест в чемпионатах России, в том числе три победы.
В 2015 году приняла участие в Кубке мира WDF. В 1/32 финала проиграла Кейли О'Неил из Северной Ирландии со счётом 1:4.

## Карьера тренера
Работает тренером в детско-юношеском центре Екатеринбурга «Межшкольный стадион»
Самые известные воспитанники Лапиной — чемпионы мира, многократные чемпионы России Игорь Мантуров и Елена Шульгина.

## Достижения

### Личные
- Обладатель Кубка России (2013, 2014)

- Бронзовый призёр чемпионата России (1995, 1997, 2001, 2010, 2012, 2014)

### Парные
- Чемпионка России (2014)

### Микст
- Чемпионка России (2002, 2015)

### Командные
- Чемпионка Европы (2011, электронный дартс)
- Чемпионка России (2022)[5]
- Бронзовый призёр чемпионата Европы (2013, электронный дартс)